# 乔治·德拉姆
乔治·德拉姆（Georges de Rham，1903年9月10日—1990年10月9日）是瑞士数学家，因对微分拓扑的贡献而有名。

## 生平
德拉姆在洛桑大学学习，然后在巴黎唸博士，1931年在洛桑作讲师，直到1971年退休；他同时也在日内瓦有教席。
1931年他证明了困难的德拉姆定理，确认德拉姆上同调群是拓扑不变量。这结果从昂利·庞加莱和埃利·嘉当的观点已经隐约料到，也有不少人试图证明。这定理对霍奇理论和层理论的发展影响最深。